# Brieulles-sur-Bar
Brieulles-sur-Bar település Franciaországban, Ardennes megyében. Lakosainak száma 224 fő (2022. január 1.). Brieulles-sur-Bar Les Petites-Armoises, Authe, Belleville-et-Châtillon-sur-Bar, Saint-Pierremont, Sy és Verrières községekkel határos.

## Népesség
A település népességének változása:
| Lakosok száma | 239  | 196  | 175  | 218  | 180  | 203  | 217  | 226  | 225  | 224  |
|               | 1968 | 1982 | 1990 | 2006 | 2013 | 2015 | 2017 | 2019 | 2020 | 2022 |